# Eurytemora affinis
Eurytemora affinis är en kräftdjursart som först beskrevs av Poppe 1880.  Eurytemora affinis ingår i släktet Eurytemora och familjen Temoridae. Arten är reproducerande i Sverige. Inga underarter finns listade i Catalogue of Life.

## Bildgalleri

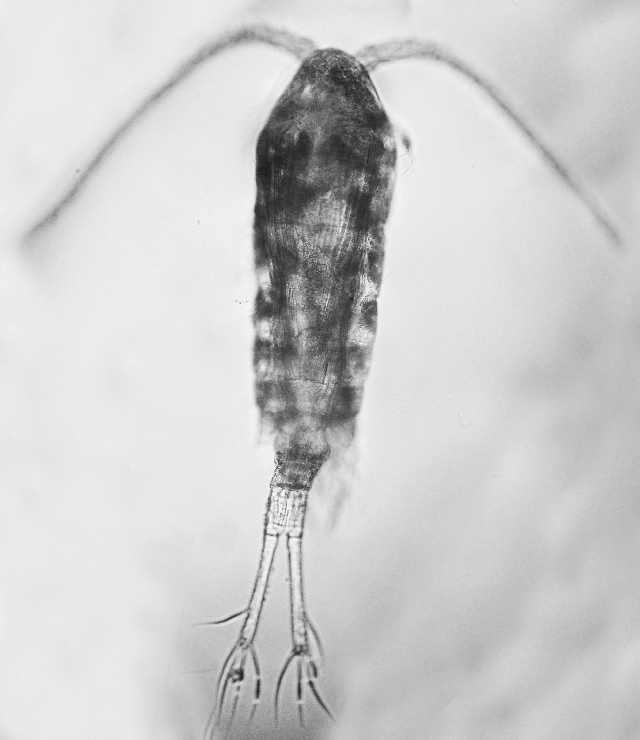
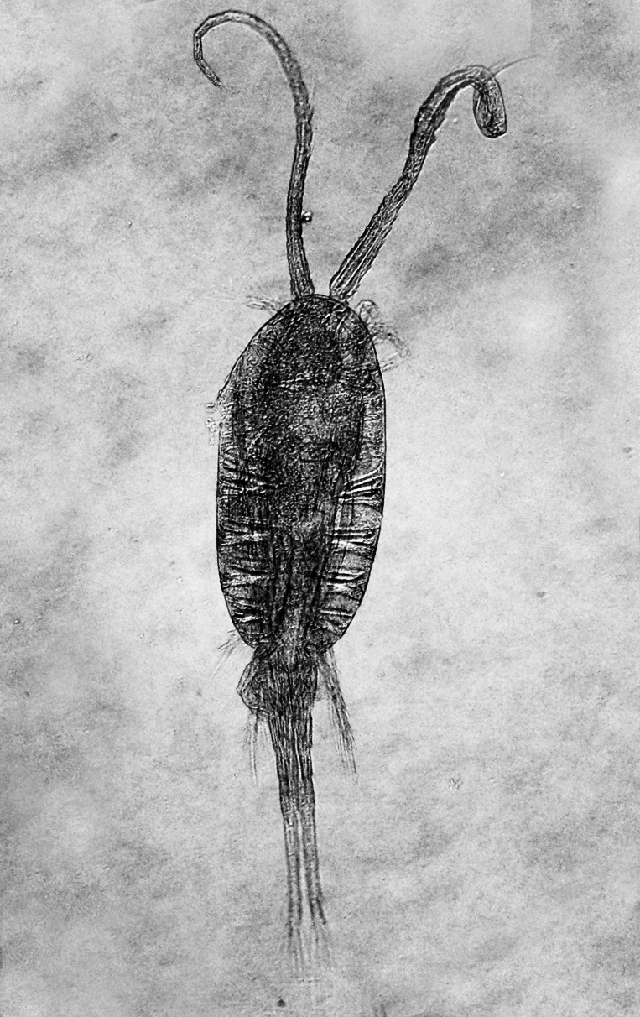